# Achtse Molen
Achtse Molen is een wijk in het stadsdeel Woensel-Noord in de stad Eindhoven, in de Nederlandse provincie Noord-Brabant. De wijk ligt in het noorden van Eindhoven en is de meest westelijke wijk van Woensel-Noord, aan de oostkant grenst de wijk aan Aanschot, aan de zuidkant aan de wijk Erp van Woensel-Zuid en aan de westkant aan de wijk Halve Maan, gelegen in Strijp. Aan de noordkant grenst de wijk aan Best en Son en Breugel, maar ze is daarvan gescheiden door de snelweg A58. Op 1 januari 2023 telde de wijk 15.755 inwoners, verdeeld over 6.729 woningen, met een gemiddelde WOZ-waarde van € 416.000, op een oppervlakte van 4,97 km².
De wijk bestaat uit de volgende buurten:
- Kerkdorp Acht
- Achtse Barrier-Gunterslaer
- Achtse Barrier-Spaaihoef
- Achtse Barrier-Hoeven

De wijk is opgesplitst in twee delen door de Boschdijk die de wijk van Noord naar Zuid splitst. Aan de westkant ligt het het voormalig kerkdorp Acht, nu een buurt van Eindhoven en het oostelijke gedeelte is de Achtse Barrier. De drie buurten in de Achtse Barrier zijn tussen 1978 en 1988 opgeleverd. De namen Gunterslaer, Spaaihoef en Hoeven verwijzen naar de boerderijen en erfnamen die in het gebied lagen. Ook de deelprojecten van de buurten kregen deze namen. Achtse Barrier zelf is vernoemd naar een tolhuis aan de Boschdijk dat in het begin van de 19e eeuw werd gebouwd. Toen de Boschdijk verbreed werd is het tolhuis afgebroken (1956).
De straatnamen zijn ontleend aan Franse plaatsnamen. Centraal door de wijken loopt de Fransebaan. De Achtse Barrier wordt ook als doolhof omschreven vanwege het ongestructureerde verloop. A.F.Th. van der Heijden, geboren in de Eindhovense buurt Tivoli die bij zijn geboorte nog tot Geldrop behoorde, schreef daarover in zijn roman Asbestemming (1994) het volgende: "een nieuwbouwwijk in een gestileerde schots- en scheve stijl ontworpen naar het stratenplan van een Frans plattelandsdorp, compleet met boerderijdaken van ongelijke hoogte".
De molen die met de Achtse Molen bedoeld wordt is de Annemie, centraal gelegen in de wijk.